# Dimorphopterus
Dimorphopterus är ett släkte av insekter. Dimorphopterus ingår i familjen fröskinnbaggar.
Släktet innehåller bara arten Dimorphopterus spinolae.